# Comisión Interministerial de Ciencia y Tecnología
La Comisión Interministerial de Ciencia y Tecnología (CICYT), antes llamada Comisión Interministerial de Investigación Científica y Técnica, fue un órgano colegiado del Gobierno de España, creado en 1986 en sustitución de la Comisión Asesora de Investigación Científica y Técnica (CAICYT). Se encargaba de la planificación, coordinación y seguimiento del Plan Nacional de Investigación Científica, Desarrollo e Innovación Tecnológica, y por tanto dirige la política científica y tecnológica española. En marzo de 2009 la CICYT fue sustituida por la Comisión Delegada del Gobierno para Política Científica y Tecnológica, por medio del Real Decreto 326/2009, de 13 de marzo.

## Estructura
La Comisión Interministerial de Investigación Científica y Técnica se estructuraba en comisiones (acción ejecutiva) y consejos (acción consultiva).
La Comisión Plenaria dirige la política española de I+D+I y está presidida por el presidente del gobierno. 
La Comisión Permanente sirve como órgano ejecutivo de la CICYT y es presidida por la persona titular de la Vicepresidencia Primera del Gobierno. También cuenta desde 2004 con un Comité de Apoyo y Seguimiento (CAS), para la gestión a corto plazo.
El Consejo General de la Ciencia y la Tecnología, coordina las acciones en el ámbito de la investigación de las comunidades autónomas, entre sí y con la Administración General del Estado. Es presidido por el ministro de Educación.
El Consejo Asesor para la Ciencia y la Tecnología promueve la participación de la comunidad científica y de los agentes económicos y sociales en la elaboración, seguimiento y evaluación del Plan Nacional. También está presidido por el ministro de Educación.

## Funciones
- Programación y coordinación de todas las actividades de investigación dependientes de los distintos ministerios y organismos públicos españoles.
- Elaboración y evaluación del Plan Nacional de Investigación Científica, Desarrollo e Innovación Tecnológica, el último de los cuales es el Plan Nacional de I+D+I 2008-2011.
- Distribución y control de los fondos económicos destinados a los diferentes programas que integran el Plan Nacional.
- Coordinación de las medidas de formación de investigadores en todos los niveles
- Coordinación, seguimiento y control de los programas internacionales de investigación científica y desarrollo tecnológico con participación española.

## Composición
La Comisión Interministerial de Investigación Científica y Técnica estaba compuesta por:
- Presidente: el Presidente del Gobierno.
- Vicepresidente 1º: la persona titular de la Vicepresidencia primera del Gobierno y Ministerio de la Presidencia.
- Vicepresidente 2º: la persona titular de la Vicepresidencia segunda del Gobierno y Ministerio de Economía y Hacienda.
- Vocales: los titulares del Ministerio de Asuntos Exteriores y de Cooperación, del Ministerio de Fomento, del Ministerio de Educación y Ciencia, del Ministerio de Industria, Turismo y Comercio, del Ministerio de Agricultura, Pesca y Alimentación, del Ministerio de Administraciones Públicas, del Ministerio de Cultura, del Ministerio de Sanidad y Consumo, del Ministerio de Medio Ambiente y del Ministerio de Vivienda. También son vocales el director del Gabinete de la Presidencia del Gobierno, el director de la Oficina Económica del Presidente del Gobierno y los secretarios de Estado de Defensa, de Hacienda y Presupuestos, de Economía, de Universidades e Investigación, y de Telecomunicaciones y para la Sociedad de la Información. Otros vocales son los secretarios generales de Política Científica y Tecnológica, de Empleo y de Sanidad.